# Loire-Nieuport LN.401
Луар-Ньюпор LN.401 (фр. Loire-Nieuport LN.401) — французский пикирующий бомбардировщик периода Второй мировой войны. Представлял собой одномоторный моноплан с крылом типа «обратная чайка» и трехкилевым оперением. Имел трехстоечное убирающееся шасси с хвостовым колесом. Создан в КБ фирмы «Луар-Ньюпор» под руководством М. Пильона. Являлся развитием конструкции опытного истребителя Nieuport Ni.140. Состоял на вооружении французской морской авиации с ноября 1939 года.

## История
В период с 1932 по 1936 год компания Nieuport-Delage вела работы над проектом двухместного пикирующего бомбардировщика Nieuport Ni.140 для авиации ВМС Франции. После объединения в 1933 году в компанию Loire-Nieuport, он был переименован в Loire-Nieuport LN.140. Первый из двух прототипов, LN.140-01, поднялся в воздух 12 марта 1935 года, но в июле разбился во время вынужденной посадки и не восстанавливался. Лётные испытания продолжались со вторым прототипом, LN.140-02, пока разработка не была прекращена после того, как он также потерпел крушение в июле 1936 года.
После этого усилия конструкторов сосредоточились на проекте LN.40, в котором использовались конструктивные элементы LN.140, но многие узлы были доработаны; улучшена аэродинамика, неубирающееся шасси заменено на убирающееся, ликвидировано место бортстрелка. Во второй половине 1937 года был получен заказ на прототип, а затем на 7 серийных самолетов для авианосца Беарн и ещё 3 для испытаний в ВВС. Военно-воздушные силы выразили заинтересованность в сухопутном варианте LN.40, получившим наименование 'LN.41. Первоначально планировался выпуск 184 машин для оснащения шести эскадрилий пикирующих бомбардировщиков (по 18 самолётов в каждой, плюс запасные).
Первый полёт прототипа состоялся 6 июля 1938 года, второй в январе 1939 года, третий — в мае. 4 предсерийных пикировщика LN.40 поступили в части в июле, их испытания проходили на борту "Беарна". Они показали недостаточную эффективность аэродинамических тормозов, вместо которых что стали использовать удлинённые створки шасси. Кроме того, LN.40 также не мог выполнять атаки с пикирования с полными топливными баками. Самолёт был слишком медленным для ВВС, которые запросили разработку более быстрого пикирующего бомбардировщика, которым стал Loire-Nieuport LN.42.
В июле 1939 года компания Loire-Nieuport получила заказы на 36 серийных пикирующих бомбардировщиков LN.401 для авиации ВМС и 36 самолётов LN.411 для армии. LN.411 был почти идентичен LN.401, за исключением удаления тормозного крюка, механизма складывания крыла и аварийных поплавков. Первые LN.411 были поставлены в сентябре, что совпало с заказом от ВВС на ещё 270 самолётов, но в октябре от них отказались, и LN.411 были отправлены в ВМС.
Loire-Nieuport также пыталась увеличить скорость самолёта, заменив двигатель Hispano-Suiza 12Xcrs (860 л.с. / 640 кВт) LN.401 на Hispano-Suiza 12Y-31 (860 л.с. / 510 кВт). Эта модификация LN.402 совершила первый полёт 18 ноября 1939 года. Дальнейшее развитие LN.402 было остановлено поражением Франции в боях мая 1940 года и последовавшим перемирием.
Последней разработанной модификацией проекта стал LN.42; на нём крыло "обратная чайка" заменили обычным, ликвидировали шайбы руля высоты, установили гораздо более мощный двигатель 1100 л. с. (810 кВт) Hispano-Suiza 12Y-51 (1100 л.с. / 820 кВт), но к сражениям Второй мировой войны он опоздал и во время кампании 1940 года совершил лишь несколько коротких перелётов, а затем был скрыт от оккупационных властей до конца войны. Лётные испытания возобновились 24 августа 1945 года и продолжались до 1947 года, однако никакого интереса к теперь уже устаревшему самолёту не последовало, был построен единственный экземпляр.

## Применение
В период с конца 1939 по начало 1940 года, самолётами, переоборудованными до стандарта LN.401/411, были вооружены 2 эскадрильи авиации ВМС: AB2 и AB4, были. Первая в ноябре 1939 года получила LN.401, а вторая в феврале 1940 года LN.411, от которых отказались ВВС. Это пополнение оказалось весьма своевременным и желанным, поскольку выпуск LN.401 шёл очень медленно.
Поскольку единственный французский авианосец «Беарн» в то время перевозил самолеты, купленные в США, во Францию, эти морские самолеты действовали исключительно с наземных аэродромов.
Обе эскадрильи применяли этот самолёт в период битвы за Францию, атакуя немецкие моторизованные колонны и скопления войск и неся тяжёлые потери. Например, бои 19 мая привели к потере 10 из 20 задействованных пикировщиков, в то время как 7 из уцелевших стали непригодными к полётам. Темпы производства LN.401 и LN.411 были недостаточны для восполнения потерь, и, примерно за месяц боёв, эскадрильи потеряли две трети своего состава.
После заключения перемирия с Германией, пикирующие бомбардировщики Loire-Nieuport были сняты с вооружения, а две эскадрильи, в которых они ранее служили, были перевооружены лёгкими бомбардировщиками Glenn-Martin 167-F.
Оставшиеся самолёты были первоначально выведены на юг Франции, где они участвовали в разведывательных и боевых операциях против Италии. 18 июня 1940 года они приняли участие в ночном налёте на итальянский порт Империя. 25 июня 1940 года самолёты совершили перелёт во французскую Северную Африку, где были складированы.
После оккупации вишистской Франции немецкими войсками 10 ноября 1942 года 12 самолетов, выпущенных в 1942 году, попали в руки немецких солдат. Оставшиеся самолеты были перевезены в Тунис, где они были уничтожены вместе с самолётами, находившимися на складах, во время атак союзников.[1]

## Модификации
Nieuport Ni.140
Первоначальный проект Nieuport, впервые поднялся в воздух 12 марта 1935 года. После слияния компаний переименован в Loire-Nieuport LN.140. Оба имевшихся прототипа были потеряны к июлю 1936 года, к тому моменту разработчики  переключились на улучшенный LN.40.
LN.40
Предсерийные самолёты. Построено 7.
LN.41
Вариант сухопутного LN.40
LN.401
Серийные самолёты (одноместный палубный пикировщик). Построено 15.
LN.411
LN 401 наземного базирования, морское оборудование снято; построено 45.
LN.402
1 самолёт с двигателем Hispano-Suiza 12Y-31 (860 л.с / 630 кВт).
LN.42
Конструкция 1940 года, в которой отказались от крыла "перевёрнутая чайка". Двигатель Hispano-Suiza 12Y-51 (1100 л.с / 810 кВт), единственный экземпляр.

## Тактико-технические характеристики (LN.401)
Источник данных: War Planes of the Second World War: Volume Eight Bombers and Reconnaissance Aircraft

Технические характеристики
- Экипаж: 1 пилот
- Длина: 9,75 м
- Размах крыла: 14 м
- Высота: 3,5 м
- Площадь крыла: 24,75 м²
- Масса пустого: 2 243 кг
- Максимальная взлётная масса: 2 835 кг
- Силовая установка: 1 × поршневой жидкостного охлаждения Hispano-Suiza 12Xcrs
- Мощность двигателей: 1 × 690 л.с. (на 4 000 м) (1 × 510 кВт)

Лётные характеристики
- Максимальная скорость: 380 км/ч (на 4000 м)
- Крейсерская скорость: 299 км/ч
- Практическая дальность: 1 200 км
- Практический потолок: 9 500 м

Вооружение
- Стрелково-пушечное:  

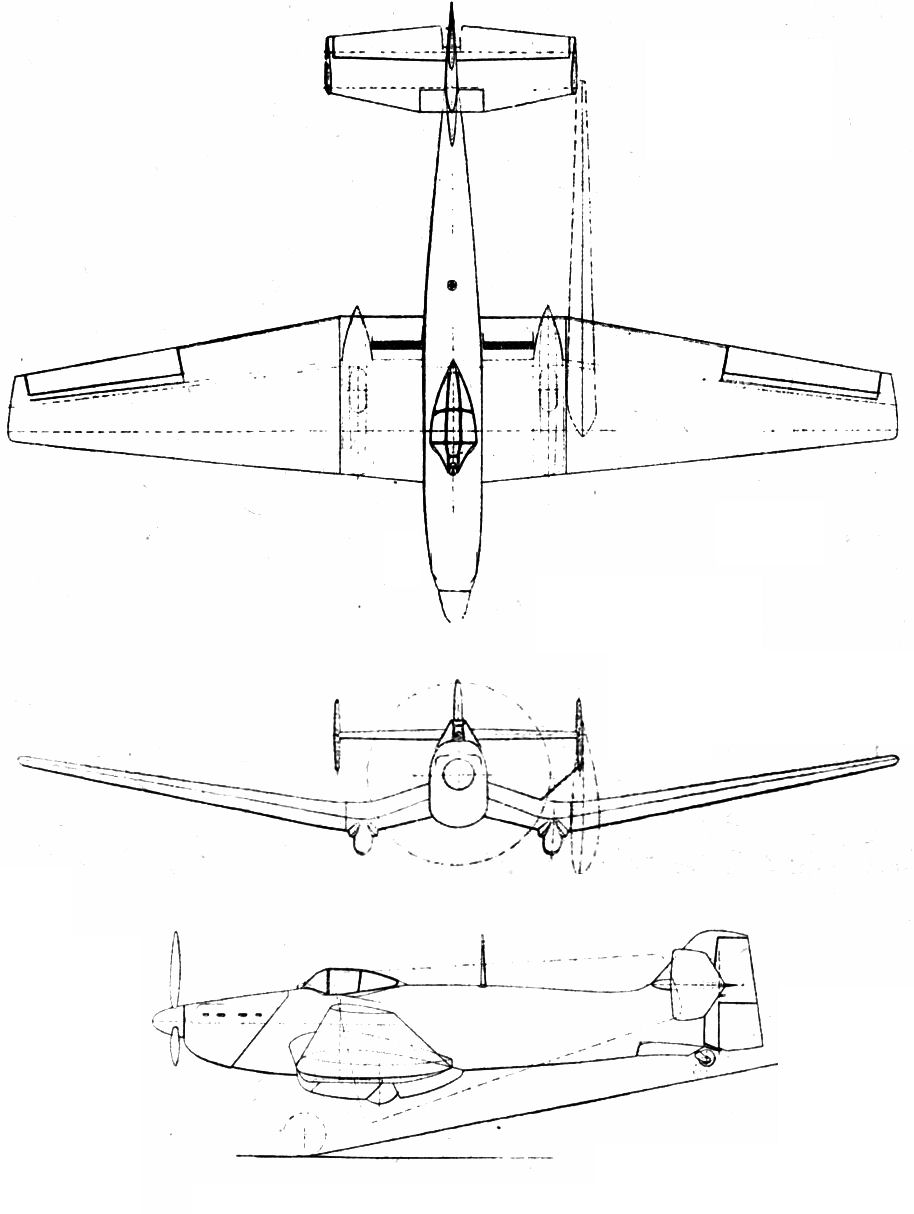
Схема LN-40 из журнала L'Aerophile за август 1943 года.

  - 1 × 20-мм пушка Hispano-Suiza HS.404
  - 2 × 7,5-мм пулемёта Дарн
- Бомбы: 1 × 225 кг BEA 1938 или 165, или 10 × 10 кг или 15 кг

## Эксплуатанты
Франция
- Авиация ВМС Франции: эскадрильи AB2 и AB4.
- ВВС Франции

 Французское государство
- ВВС Виши